# Bo Nix
 Bo Chapman Nix, né le 25 février 2000 à Arkadelphia en Arkansas, est un sportif professionnel américain de football américain jouant au poste de quarterback pour les Broncos de Denver dans la National Football League (NFL) depuis la saison 2024.
Sélectionné en 12e choix global lors de la draft 2024 de la NFL par les Broncos, il avait joué auparavant dans la NCAA Division I FBS pour les Tigers de l'université d'Auburn pendant trois saisons (2019-2021) et pour les Ducks de l'université de l'Oregon pendant deux saisons (2022 et 2023). Avec les Tigers, il est désigné meilleur joueur freshman de la saison 2019. Au terme de la saison 2023 avec les Ducks, il est désigné meilleur joueur offensif de la Pac-12, est sélectionné dans la première équipe de la Pac-12 et se voit décerner le Trophée William V. Campbell.

## Biographie

### Jeunesse
Nix nait le 25 février 2000 à Arkadelphia dans l'Arkansas alors que son père Patrik y était entraîneur principal des Reddies de Henderson State.
Nix joue sous les ordres de son père au lycée Auburn High School (en) dans l'Alabama où il gagne 12 000 yards en attaque et inscrit 161 touchdowns.
En tant que senior en 2018, il se voit décerner l'Alabama's Mr. Football Award (en).
Après sa carrière au lycée, il est considéré comme un des meilleurs quarterback double menace (dual-threat quarterback) de sa classe et s'engage avec l'université d'Auburn pour y jouer au football américain universitaire.
| Nom | Ville naissance                                    | Ecole sup./Collège | Taille              | Poids          | 40Y.D.‡ | Date test       |
| --- | -------------------------------------------------- | ------------------ | ------------------- | -------------- | ------- | --------------- |
| Bo Nix QB | Auburn, AL                                         | Auburn High School | 1.88 m (6 ft, 2 in) | 99 kg (219 lb) | 4.57    | 10 janvier 2018 |
| Bo Nix QB | Scout : - Rivals : - 247Sports : - Grade ESPN : 86 |                    |                     |                |         |                 |
| Classement global au niveau national : Scout : 29 (global), 1 (QB double menace), 3 (Alabama) - 247Sports : 33 (global), 1 (QB D.M.), 3 (Alabama) ESPN: 76 (QB D.M.) |                                                    |                    |                     |                |         |                 |
| ‡ signifie course à pied de 40 yards Références : "Auburn Football Commitments List". Rivals.com. Consulté le 26 août 2019. "2019 Auburn Football Commits". Scout.com. Consulté le 26 août 2019. "Auburn 2019 Football Commits". ESPN.com. Consulté le 26 août 2019. "Scout.com Team Recruiting Rankings". Scout.com. Consulté le 26 août 2019. "2019 Team Ranking". Rivals.com. Consulté le 26 août 2019. |                                                    |                    |                     |                |         |                 |

### Carrière universitaire
Au niveau universitaire, il a joué dans la NCAA Division I FBS pour les Tigers de l'université d'Auburn de 2019 à 2021 et pour les Ducks de l'université de l'Oregon en 2022 et 2023.

#### Tigers d'Auburn
Dès sa saison freshman en 2019, Nix est désigné titulaire au poste de quarterback. Le 31 août 2019, il permet à son équipe de remonter au score contre les Ducks de l'Oregon en déplacement à Arlington pour finalement gagner le match 27 à 21.
Nix termine la saison avec 4 défaites et 9 victoires dont l'Iron Bowl remporté 48 à 45 contre Alabama. Il est désigné meilleur joueur freshman de la saison 2019 dans la Southeastern Conference (SEc), terminant avec un bilan de 16 touchdowns et 6 interceptions. La saison suivante, il inscrit 12 touchdowns à la passe pour 7 interceptions.
Il connaît une saison 2021 avec des hauts et des bas. Il gagne en déplacement chez les Tigers de LSU pour la première fois depuis la saison 1999 et bat les Rebels d'Ole Miss alors classé 10e équipe du pays. Néanmoins, il ne convainc pas lors de certains matchs et est même remplacé par T. J. Finley lors du 4e quart temps contre les Panthers de Georgia State. Il se blesse également lors du match contre les Bulldogs de Mississippi State ce qui met un terme à sa saison. Il affiche ainsi un bilan de 11 touchdowns et 3 interceptions en 2021.
Le 12 décembre 2021, Nix annonce qu'il s'est inscrit sur le portail des transferts, se décrivant comme « misérable » en jouant sous la direction de l'entraîneur principal d'Auburn, Bryan Harsin, engagé en 2021.

#### Ducks de l'Oregon

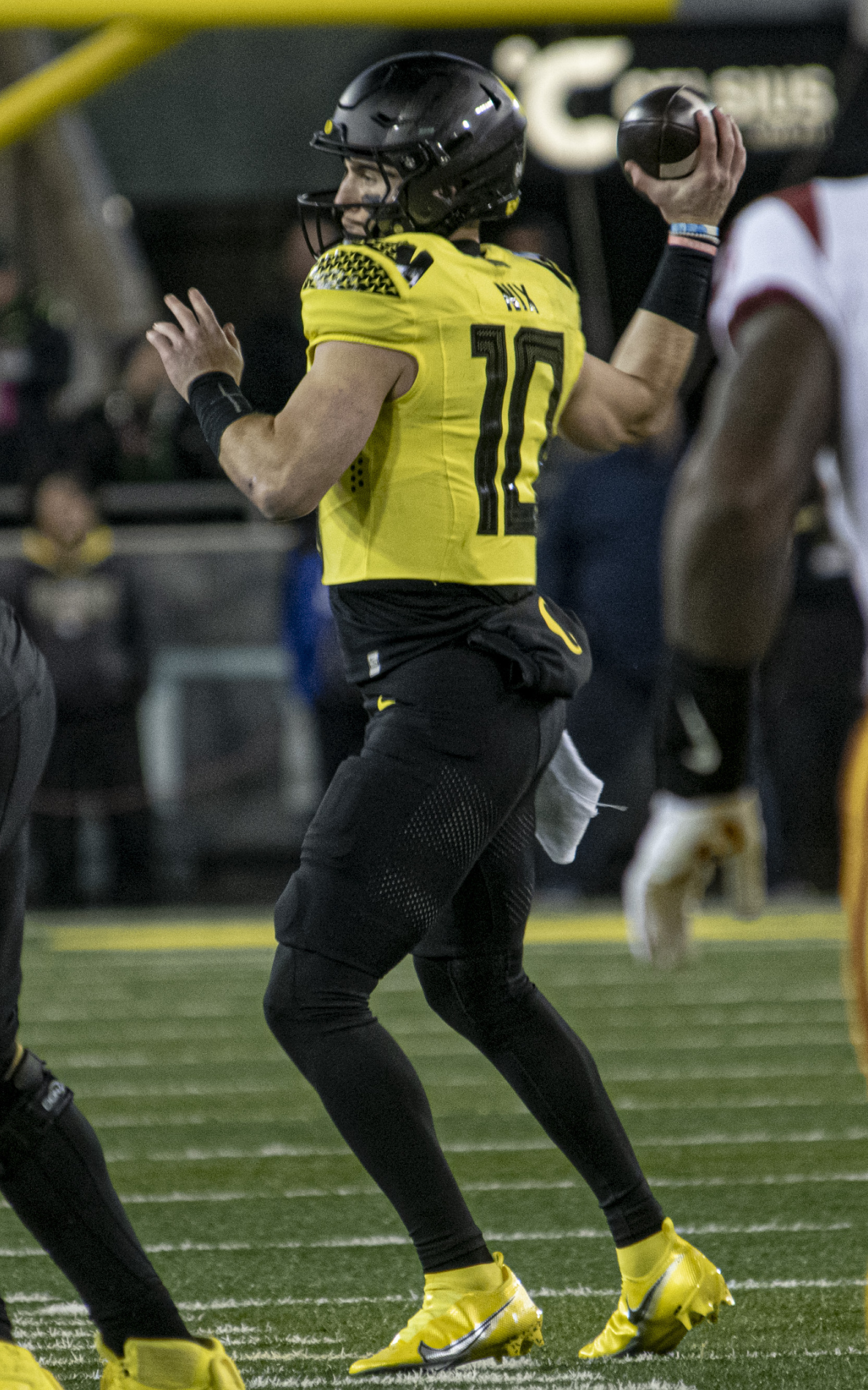
Nix en 2023 avec Oregon.

Nix obtient un transfert avant le début de la saison 2022 chez les Ducks de l'Oregon alors qu'il lui reste deux années d'éligibilité pour jouer au niveau universitaire, la saison 2020 ayant été perturbée par la pandémie de Covid-19,.
En 2022, il obtient 10 victoires et 3 défaites et affiche un bilan personnel de 29 touchdowns à la passe, 14 à la course et un supplémentaire en réception.
Le 18 décembre 2022, Nix déclare qu'il jouera toujours avec les Ducks en 2023. En fin de saison, il affiche un bilan de 45 touchdowns à la passe (record de la saison NCAA) ainsi que 6 à la course. Il est le 4e finaliste du trophée Heisman de l'histoire des Ducks après Joey Harrington (2001), LaMichael James (en) (2010) et Marcus Mariota (2014). Nix termine 3e des votes derrière Michael Penix Jr. et le vainqueur Jayden Daniels. Après avoir joué son dernier match à l'occasion du Fiesta Bowl, il bat le record du plus grand pourcentage de passe réussies sur une saison (77.45%) qui était jusque là détenu par Mac Jones (74,4% en 2020 avec Alabama).
Au terme de ses années universitaires, Nix a joué 61 matchs ce qui constitue le record de l'histoire de la NCAA.

### Carrière professionnelle

#### NFL Scouting Combine
| Taille             | Poids          | Bras           | Main           | Sprint   | Sprint   | Sprint   | Shuttle 20 yards | 3 cones drill | Détente   | Détente     | Développé couché | Test Wonderlic |
| Taille             | Poids          | Bras           | Main           | 40 yards | 10 yards | 20 yards | Shuttle 20 yards | 3 cones drill | verticale | horizontale | Développé couché | Test Wonderlic |
| 1,88 m (6 ft ⅛ in) | 97 kg (214 lb) | 81 cm (31⅞ in) | 26 cm (10⅛ in) | -        | -        | -        | -                | -             | -         | -           | -                | -              |

#### Draft
Nix est sélectionné en 12e choix global lors du premier tour de la draft 2024 de la NFL par la franchise des Broncos de Denver. Il a été le dernier des six quarterbacks sélectionnés lors du premier tour, égalant le record de quarterbacks sélectionnés lors d'un premier tour de draft datant de 1983.

#### Broncos de Denver
Le 11 mai 2024, Nix signe son contrat rookie de quatre ans pour un montant entièrement garant de 18,6 millions de dollars.
Le 22 août, il est désigné quarterback titulaire des Broncos pour le premier match de la saison joué contre les Seahawks, devançant dans la hiérarchie Jarrett Stidham (en) et Zach Wilson et devenant le premier quarterback rookie de la franchise à débuter une saison depuis John Elway en 1983.
Lors de ce match, Nix réussit 26 des 42 passes qu'il tente pour un gain cumulé de 138 yards et deux interceptions tout en inscrivant un touchdown à la course malgré la défaite 20 à 26. Les 138 yards représentent le plus petit nombre de yards gagnés par un quarterback avec au moins 25 passes réussies sur un match, de l'histoire de la NFL. La semaine suivante ,lors de la défaite 6 à 13 contre les Steelers, il gagne en 20 passes réussies sur 35 tentées, un total de 246 yards dont 115 dans le 4e quart temps. Il se fait intercepter à deux reprises mais est le meilleur coureur de son équipe pour le deuxième match consécutif. Il remporte sa première victoire en 3e semaine contre les Buccaneers, en réussissant 25 passes sur 36, en gagnant 216 yards sans interception et en inscrivant un touchdown à la course. Il inscrit son premier touchdown à la passe lors de la victoire 10 à 9 contre les Jets la semaine suivante, réussissant 12 de ses 25 passes pour un petit gain de 60 yards mais sans concéder de turnover ni de sack pour la deuxième rencontre consécutive.

## Statistiques

### Universitaires
| Année       | Équipe            | Statut      | MJ |         | Passes   | Passes | Passes | Passes | Passes | Passes | Passes  |       | Courses | Courses | Courses | Courses |
| Année       | Équipe            | Statut      | MJ | Tentées | Réussies | Pct.   | Yards  | TD     | Int.   | Éval.  | Tentées | Yards | Moy.    | TD      |         |         |
| 2019        | Tigers d'Auburn   | Fr.         | 13 | 0 217   | 0 377    | 57,6   | 02 542 | 16     | 06     | 125,0  | 097     | 0 313 | 3,2     | 07      |         |         |
| 2020        | Tigers d'Auburn   | So.         | 11 | 0 214   | 0 357    | 59,9   | 02 415 | 12     | 07     | 123,9  | 108     | 0 388 | 3,6     | 07      |         |         |
| 2021        | Tigers d'Auburn   | Jr.         | 10 | 0 197   | 0 323    | 61,0   | 02 294 | 11     | 03     | 130,0  | 057     | 0 168 | 2,9     | 04      |         |         |
| 2022        | Ducks de l'Oregon | Sr.         | 13 | 0 294   | 0 409    | 71,9   | 03 593 | 29     | 07     | 165,7  | 089     | 0 510 | 5,7     | 14      |         |         |
| 2023        | Ducks de l'Oregon | Sr.         | 14 | 0 364   | 0 470    | 77,4   | 04 508 | 45     | 03     | 188,3  | 053     | 0 228 | 4,3     | 06      |         |         |
| Totaux NCAA | Totaux NCAA       | Totaux NCAA | 61 | 1 286   | 1 936    | 66,4   | 15 352 | 113    | 26     | 149,6  | 405     | 1613  | 4,0     | 38      |         |         |

### Professionnelles
| Année | Équipe            | MJ |                | Passes         | Passes         | Passes         | Passes         | Passes         | Passes         | Passes         |                | Courses        | Courses        | Courses | Courses |     | Sacks  | Sacks |  | Fumbles | Fumbles |
| Année | Équipe            | MJ | Tentées        | Réussies       | Pct.           | Yards          | TD             | Int.           | Éval.          | Tentées        | Yards          | Moy.           | TD             | Nb.     | Yards   | Nb. | Perdus |       |  |         |         |
| 2024  | Broncos de Denver | ?  | Saison à venir | Saison à venir | Saison à venir | Saison à venir | Saison à venir | Saison à venir | Saison à venir | Saison à venir | Saison à venir | Saison à venir | Saison à venir | ?       | ?       |     |        |       |  |         |         |

## Vie privée
Nix est le fils de Patrick Nix (en), quarterback des Tigers d'Auburn entre 1992 et 1995, puis entraîneur de l'équipe. Les deux frères de Nix jouent également au football américain universitaire :, Caleb (son plus jeune frère) au poste de safety pour les Tigers de Clemson et Tez Johnson (en) (son frère adoptif) au poste de wide receiver chez les Ducks de l'Oregon,
Nix est marié à Izzy Smoke, une ancienne cheerleader à Auburn,.